# Lista de prefeitos de Álvares Machado
Esta é a lista de prefeitos e vice-prefeitos do município de Álvares Machado, no estado brasileiro de São Paulo.
O cargo de vice-prefeito foi instituído pela Lei nº 1.174, de 21 de agosto de 1951, sancionada pelo Governador Lucas Nogueira Garcez.
Neste artigo compreende-se todas as pessoas que tomaram posse definitiva da chefia do executivo municipal em Álvares Machado e exerceram o cargo como prefeitos titulares, além de prefeitos eleitos cuja posse foi em algum momento prevista pela legislação vigente.
O prédio da Prefeitura chama-se Paço Municipal Dr. Milton Pinto de Almeida Castro.
O cargo de prefeito foi criado em 11 de abril de 1835, pela assembleia provincial paulista, em reação aos amplos poderes conferidos pelo Código de Processo Criminal de 1832 às câmaras municipais. Seguiram o exemplo paulista seis províncias do nordeste brasileiro (Alagoas, Ceará, Maranhão, Paraíba, Pernambuco e Sergipe).
Sob a vigente ordem constitucional, essa designação é dada ao funcionário público do Poder Executivo municipal, que exerce seu cargo em função de uma legislatura (mandato), sendo para tanto eleito a cada quatro anos, podendo ser reeleito por mais 4 anos (segundo mandato).
Funções
O poder executivo municipal chefia a administração e comanda os serviços públicos, tendo como comandante o prefeito.
A partir da constituição brasileira de 1934, o cargo de prefeito passou a ser o único, em todo o Brasil, ao qual estão atribuídas as funções de chefe do poder executivo do governo local, em simetria aos chefes dos executivos da União e do estado, portanto, em forma monocrática. Este texto quer dizer que deverá haver harmonia e integração de ação entre as esferas envolvidas sem a intervenção de uma na outra, exceto nos casos previstos na Constituição Federal.
Eleições
O prefeito é eleito por sufrágio universal, secreto, direto, em pleito simultâneo em todo o País, realizado a cada quatro anos, no primeiro domingo de outubro.
E trinta dias após tem lugar o segundo turno, se o eleito em primeiro lugar não atingir 50% dos votos válidos mais um voto, no caso de municípios com mais de duzentos mil eleitores.
Conforme a legislação eleitoral atual no Brasil para tornar-se elegível, exige-se uma série de requisitos;
- Possuir nacionalidade brasileira ou portuguesa (neste caso, o cidadão português deve se encontrar amparado pelo Estatuto de Igualdade entre Portugueses e Brasileiros),
- Título de eleitor em dia e estar em gozo pleno do exercício dos direitos políticos,
- Domicilio eleitoral na circunscrição na qual o candidato se apresenta,
- Filiação partidária,
- Ser alfabetizado (tópico invalidado pela atual constituição brasileira de 1988),
- Desincompatibilização de cargo público — Se ocupa um cargo público deve sair seis meses antes das eleições e voltar caso possa só após seis meses ao pleito eleitoral,
- Renúncia de outro mandado até seis meses antes do pleito e não ser parente afim ou consangüíneo, até segundo grau, ou cônjuge de titular de cargo eletivo; pode, entretanto, ser candidato à reeleição (artigo 14 da Constituição),
- Ter idade mínima de 21 anos.

## Prefeitos
| Nº | Nome                               | Partido                                          | Vice-prefeito                                | Partido                                      | Período do governo (duração do governo)                                    | Observações                                                                    |
| -- | ---------------------------------- | ------------------------------------------------ | -------------------------------------------- | -------------------------------------------- | -------------------------------------------------------------------------- | ------------------------------------------------------------------------------ |
| 1  | Oscar Figueiredo e Silva           | Partido Democrata Cristão PDC                    | Não existia o cargo de vice-prefeito         |                                              | 1945 até 1947 (2 anos)                                                     | Prefeito eleito em sufrágio universal                                          |
| 2  | Julio Guerra                       | Partido Social Progressista PSP                  | Não existia o cargo de vice-prefeito         |                                              | 1947                                                                       | Prefeito eleito em sufrágio universal                                          |
| 3  | Onofre Mendonça                    | Partido Social Progressista PSP                  | Não existia o cargo de vice-prefeito         |                                              | 1947                                                                       | Prefeito eleito em sufrágio universal                                          |
| 4  | Milton Pinto de Almeida Castro     | União Democrática Nacional UDN                   | Não existia o cargo de vice-prefeito         |                                              | 1948 até 1951 (3 anos)                                                     | Prefeito eleito em sufrágio universal                                          |
| 5  | Antonio de Miro Mazzaro            | Partido Social Progressista PSP                  |                                              |                                              | 1952 até 1955 (3 anos)                                                     | Prefeito e vice eleitos em sufrágio universal                                  |
| 6  | Milton Pinto de Almeida Castro     | União Democrática Nacional UDN                   |                                              |                                              | 1956 até 1959 (3 anos)                                                     | Prefeito e vice eleitos em sufrágio universal                                  |
| 7  | Antonio de Miro Mazzaro            | Partido Social Progressista PSP                  |                                              |                                              | 1960 até 1963 (3 anos)                                                     | Prefeito e vice eleitos em sufrágio universal                                  |
| 8  | José Antonio Fernandes Suniga      | Aliança Renovadora Nacional ARENA                |                                              |                                              | 1964 até 1968 (4 anos)                                                     | Prefeito e vice eleitos em sufrágio universal                                  |
| 9  | Arthur Boigues Filho               | Aliança Renovadora Nacional ARENA                |                                              |                                              | 1.º de fevereiro de 1969 até 31 de janeiro de 1973 (4 anos)                | Prefeito e vice eleitos em sufrágio universal                                  |
| 10 | José Antonio Fernandes Suniga      | Aliança Renovadora Nacional ARENA                |                                              |                                              | 1.º de fevereiro de 1973 até 31 de janeiro de 1977 (4 anos)                | Prefeito e vice eleitos em sufrágio universal                                  |
| 11 | Arthur Boigues Filho               | Aliança Renovadora Nacional ARENA                |                                              | Linha sucessória (vice-prefeito)             | 1.º de fevereiro de 1977 até 31 de janeiro de 1983 (6 anos)                | Prefeito e vice eleitos em sufrágio universal                                  |
| 12 | Antonio Castilho Cervantes         | Partido do Movimento Democrático Brasileiro PMDB |                                              | Linha sucessória (vice-prefeito)             | 1.º de fevereiro de 1983 até 31 de dezembro de 1988 (5 anos e 11 meses)    | Prefeito e vice eleitos em sufrágio universal                                  |
| 13 | Luiz Antonio Lustre                | Partido Liberal PL                               |                                              | Linha sucessória (vice-prefeito)             | 1.º de janeiro de 1989 até 31 de dezembro de 1992 (4 anos)                 | Prefeito e vice eleitos em sufrágio universal                                  |
| 14 | Athos Boigues                      | Partido da Frente Liberal PFL                    |                                              | Linha sucessória (vice-prefeito)             | 1.º de janeiro de 1993 até 31 de dezembro de 1996 (4 anos)                 | Prefeito e vice eleitos em sufrágio universal                                  |
| 15 | Luiz Takashi Katsutani             | Partido da Social Democracia Brasileira PSDB     |                                              | Linha sucessória (vice-prefeito)             | 1.º de janeiro de 1997 até 31 de dezembro de 2000 (4 anos)                 | Prefeito e vice eleitos em sufrágio universal                                  |
| 16 | Luiz Antonio Lustre                | Partido Trabalhista Brasileiro PTB               |                                              | Linha sucessória (vice-prefeito)             | 1.º de janeiro de 2001 até 31 de dezembro de 2004 (1 ano e 22 dias)        | Prefeito e vice eleitos em sufrágio universal                                  |
| 17 | Luiz Takashi Katsutani             | Partido da Social Democracia Brasileira PSDB     | Athos Boigues                                | Partido da Frente Liberal PFL                | 1.º de janeiro de 2005 até 31 de dezembro de 2008 (4 anos)                 | Prefeito e vice eleitos em sufrágio universal                                  |
| 18 | Juliano Ribeiro Garcia Dr. Juliano | Democratas DEM                                   | Hugo Yokoyama                                | Democratas DEM                               | 1.º de janeiro de 2009 até 31 de dezembro de 2012 (4 anos)                 | Prefeito e vice eleitos em sufrágio universal                                  |
| 19 | Horácio César Fernandez            | Partido Verde PV                                 | Claudemir Brambilla                          | Partido dos Trabalhadores PT                 | 1.º de janeiro de 2013 até 31 de dezembro de 2016 (4 anos)                 | Prefeito e vice eleitos em sufrágio universal                                  |
| 20 | José Carlos Cabrera Parra          | Partido da Social Democracia Brasileira PSDB     | Roger Fernandes Gasques                      | Partido da Social Democracia Brasileira PSDB | 1.º de janeiro de 2017 até 11 de março de 2019 (2 anos, 2 meses e 10 dias) | Prefeito e vice eleitos em sufrágio universal, cujo titular renunciou ao cargo |
| 21 | Roger Fernandes Gasques            | Partido da Social Democracia Brasileira PSDB     | Nenhum                                       | Linha sucessória (vice-prefeito)             | 11 de março de 2019 até 31 de dezembro de 2020 (1 ano, 9 meses e 20 dias)  | Vice-prefeito, assume em virtude da renúncia do titular                        |
| 21 | Roger Fernandes Gasques            | Partido da Social Democracia Brasileira PSDB     | Luiz Francisco Boigues Chiquinho             | Partido dos Trabalhadores PT                 | 1.º de janeiro de 2021 até 31 de dezembro de 2024 (4 anos)                 | Prefeito reeleito e vice eleito em sufrágio universal                          |
| 22 | Luiz Francisco Boigues Chiquinho   | União Brasil UNIÃO                               | Wellington Alves Vasconcelos Tom Vasconcelos | Partido Renovação Democrática PRD            | Início em 1.º de janeiro de 2025 (133 dias até o momento)                  | Prefeito e vice eleitos em sufrágio universal                                  |